# Cabum
Cabum était une ville antique du Latium, située sur le versant nord des Monts Albains (Mons Albanus en latin). Elle est aujourd'hui la ville de Rocca di Papa. Les prêtres de Cabum étaient responsables de la célébration des féries latines. Le site a probablement donné son nom à l'actuel Monte Cavo (en), sur lequel se dressait le temple de Jupiter Latiaris.

## Histoire
Les premiers établissements humains de Cabum sont nés autour de l'"Arx aesulana", une colline sacrée où se dressait le collège des "Cabenses", les prêtres de la cité (là où se situent aujourd'hui les ruines d'un château médiéval à quatre tours, place forte des Annibaldeschi). L'Arx aesulana représentait l'emblème et le pouvoir de la ville de Cabum, qui s'étendait à travers les champs d'Annibale à l'est de l'acropole. Ce mont prit alors le nom de Mons Albanus puis, plus tardivement, au Moyen Âge, Monte Cavo.
La "Via Sacra" ou "Via Trionfale" est née en relation avec la présence d'un lieu de culte datant de l'époque archaïque, comme l'attestent les sources littéraires antiques (Florus, entre autres, raconte comment Ascagne, fils d'Énée, après avoir fondé Alba Longa, réuni une assemblée de Latins sur Mons Albanus pour célébrer des sacrifices en l'honneur de Jupiter), confirmée par la découverte de fragments de poterie archaïque dans cette région. Pour les populations latines, Mons Albanus était la montagne sacrée par excellence, demeure de Jupiter, le père de tous les dieux, connu localement sous le nom de Iuppiter Latiaris. 
C'est sous le règne du roi Tarquin le Superbe que le temple connut sa plus grande splendeur, le roi ayant compris l'importance de la religion et s'en servant pour renforcer l'accord politique signé par les 47 villes de la confédération latine. La ville de Cabum, cependant, subit le sort des autres villes latines et, après la bataille livrée près de la rivière Stura, elle perdit tout pouvoir de sorte qu'il n'en restait que l'Arx aesulana, conservé presque intact jusqu'au IVe siècle apr. J.-C.

## Temple de Jupiter Latiaris
Monte Cavo est le Mons Albanus sacré du peuple italique de l'Italie ancienne qui vivait à Alba Longa (les Albani) et dans d'autres villes, et donc une montagne sacrée pour les Romains. Ils y construisirent le temple de Jupiter Latiaris, l'une des destinations de pèlerinage les plus importantes pour tous les peuples latins au cours des siècles de domination romaine. 
En 531 av. J.-C., le roi Tarquin le Superbe y fit construire un temple partagé avec les Latins, les Herniques et les Volsques, où se tenaient chaque année des célébrations en l'honneur de Jupiter Latiaris. En retour, Jupiter Latiaris conférait à celui qui était élu chef de la confédération latine, le pouvoir de dictator latinus. Une procession triomphale le long de cette voie sacrée quittait la voie Appienne à Ariccia et grimpait 450 m jusqu'à la colline. Plus de 5 km de ce chemin est bien conservé à travers les bois. 
C'est sur le Mons Albanus, entre janvier et mars, que se tenaient les « féries latines », célébrées chaque année et organisées par les prêtres de Cabum. Elles duraient quatre jours et les représentants de 47 villes (30 latines et 17 fédérées) y participaient, un taureau à chair blanche étant alors sacrifié puis distribué aux différents représentants en symbole d'amitié et de fraternité. C'était donc un culte fédéral, car il servait à renforcer les liens religieux, politiques et économiques qui unissaient les anciennes populations latines, et dont le moment de plus grand prestige coïncide avec la période précédant l'affirmation de la suprématie de Rome. Les Consuls nouvellement élus avaient obligation d'y sacrifier à Jupiter Latiaris, annonçant également les prochaines Fêtes latines. Lorsque le Consul obtenait une victoire à la guerre, il devait aussi célébrer le triomphe sur le Mons Albanus. 

## Liens Externes
- Cabum sur l'Arx aesulana (en italien)